# 鞍山西洋篮球俱乐部
鞍山西洋篮球俱乐部是中国全国男子篮球联赛（NBL）的一支参赛球队，成立于2006年3月，是由西洋集团出资组建。2011年退出NBL联赛。
2006年、2007年，鞍山西洋参加NBL联赛，但都没有通过小组赛。
2007年9月，西洋集团与上海文广集团达成合作协议，由西洋集团出资经营上海东方篮球俱乐部,将鞍山西洋队迁到上海，作为上海东方篮球俱乐部的二级梯队，并将当时上海青年队的多名队员注册到这个俱乐部，参加NBL联赛。由于球员年轻，2008、2009年均止步于小组赛。
2009年3月20日，西洋集团与上海的合作结束，开始重点经营鞍山西洋队。2010年3月17日，重组的鞍山西洋队邀请前女篮国手李昕为主教练,当年首先取得资格赛优胜，在常规赛取得第6名，季后赛止步第一轮。
2011年球队退出NBL联赛。